# Верхненеманская низменность

Верхненеманская низменность на карте

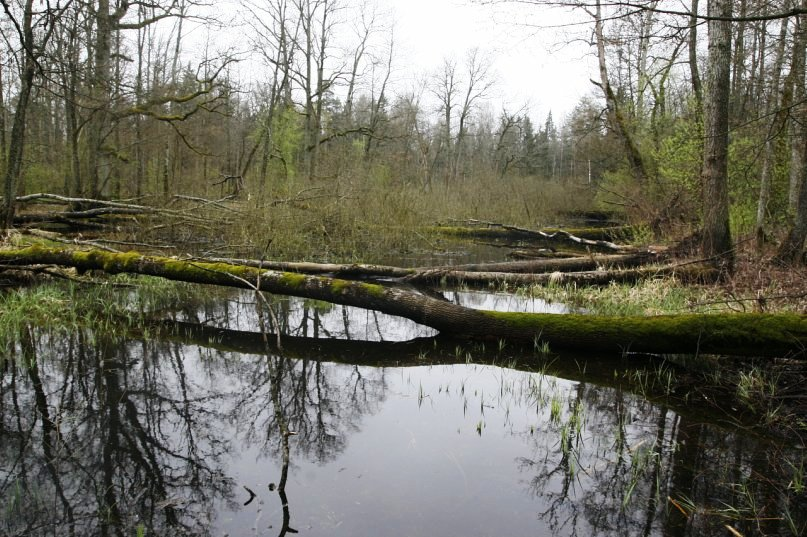
Налибокская пуща весной

Верхненеманской низменность — низменность в Гродненской и на западе Минской области, расположена вдоль реки Неман.
Граничит на севере с Средненеманской низменностью и Лидской равниной, на северо-востоке с Ошмянской и Минской возвышенностями, на востоке и юго-востоке с Копыльской грядой и прилегающими равнинами, на юге и западе с Новогрудской, Слонимской, Волковысской и Гродненской возвышенностями.
При таянии поозерского ледника образовалось большое Средненеманское озеро, затем, со временем уровень озера понижался с 123 м до 115 м. В более позднем голоцене сформировалась долина Немана, которая в пределах Средненманскай низменности имеет эрозионные врезы до 25-28 м.
Рельеф Верхненеманской низменности преимущественно эрозионно-аккумулятивный. Полого-холмистая поверхность низменности имеет эоловые отложения высотой до 5-10 м (гряды, холмы, дюны), лощины стока, около рек — овраги и лощины, абразивные уступы бывших берегов приледниковых озер; местами заболоченные, с озерными котловинами. Есть озерно-аллювиальные участки (при впадении реки Березина в Неман).
По территории низменности протекает река Неман с притоками Сула, Уса, Березина, Гавья, Дитва, Лебеда, Котра (справа), Уша, Сервечь, Молчадь, Щара, Зельвянка, Рось, Свислочь (слева). Наибольшее озеро — Кромань. Поверхность в значительной степени заболочена.
Наибольшие лесные массивы — Налибокская и Липичанская пущи.